# Maria Dizzia
Maria Dizzia (Cranford, Nueva Jersey; 29 de diciembre de 1974) es una actriz estadounidense. Ha sido nominada al premio Tony 2010 a la mejor interpretación de una actriz destacada en una obra por su actuación en In the Next Room (or The Vibrator Play).

## Primeros años y educación
Nació y se crio en Cranford, Nueva Jersey. Es hija de Lorraine (de soltera Bladis) y John Paul Dizzia. Tiene una hermana. Se graduó de la Kent Place School en 1993, recibiendo el Premio de Drama al graduarse. Estudió teatro en la Universidad de Cornell. Recibió su Maestría en Bellas Artes de la Universidad de California, San Diego.

## Carrera
Interpretó el papel de Eurídice en la obra Eurídice de Sarah Ruhl en el teatro regional y Off-Broadway en el Second Stage Theatre, del 18 de junio de 2007 al 26 de agosto de 2007. Actuó en otra obra de Sarah Ruhl, In the Next Room, en Broadway en el Teatro Lyceum, del 22 de octubre de 2009 al 10 de enero de 2010. Su actuación como la Sra. Daldry le valió una nominación al premio Tony en 2010 como mejor actriz de obra.
Apareció en la producción de estreno de la obra Belleville de Amy Herzog en el Yale Repertory Theatre, del 21 de octubre de 2011 al 12 de noviembre de 2011. Posteriormente, apareció en la obra Off-Broadway en el New York Theatre Workshop del 3 de marzo de 2013 al 14 de abril de 2013. Fue nominada al premio Drama Desk Award 2013 como Mejor Actriz en una Obra.
Ha aparecido en televisión en papeles recurrentes en Orange Is the New Black y 13 Reasons Why. En el cine, tuvo una actuación aclamada por la crítica en Martha Marcy May Marlene y, en 2019, interpretó el papel principal en el cortometraje ganador del Premio de la Academia, The Neighbors' Window.
También apareció como la madre en el primer largometraje del director Owen Kline, Funny Pages. En 2024, actuó como Rebecca Kaplan, la madre de William Kaplan/Billy Maximoff en la miniserie Agatha All Along.

## Vida personal
Actualmente se encuentra casada con el dramaturgo Will Eno y tiene un hijo.

## Filmografía

### Cine
| Año  | Título                          | Papel                 | Notas        |
| ---- | ------------------------------- | --------------------- | ------------ |
| 1998 | Sense                           | Mary                  |              |
| 2009 | Whose Dog Is It Anyway?         | Grace                 | Cortometraje |
| 2009 | The Ghost and Us                | Laura                 | Cortometraje |
| 2009 | The Other Woman                 | Jaime Brennan         |              |
| 2011 | Secretos Mortales               | Susan                 |              |
| 2011 | Martha Marcy May Marlene        | Katie                 |              |
| 2011 | Margin Call                     | Asistente ejecutiva   |              |
| 2012 | Keep the Lights On              | Vivian                |              |
| 2012 | Lola Versus                     | Mujer subarrendataria |              |
| 2013 | Clutter                         | Sandra                |              |
| 2013 | The Happy Sad                   | Mandy                 |              |
| 2013 | Capitán Phillips                | Allison McColl        |              |
| 2013 | The Edge of the Woods           | Helen                 | Cortometraje |
| 2013 | Sweepstakes                     | Lori                  | Cortometraje |
| 2013 | Re: Jess                        | Lara                  | Cortometraje |
| 2014 | X/Y                             | Sandy                 |              |
| 2014 | While We're Young               | Marina                |              |
| 2015 | True Story                      | Mary Jane Longo       |              |
| 2015 | 3 Generations                   | Sinda                 |              |
| 2016 | Christine                       | Jean Reed             |              |
| 2017 | Un golpe con estilo             | Rachel                |              |
| 2017 | Abe & Phil's Last Poker Game    | Angela                |              |
| 2017 | Humor Me                        | Nirit Gerb-Kroll      |              |
| 2017 | Fits and Starts                 | Sawyer Edwards        |              |
| 2018 | Piercing                        | Chevonne              |              |
| 2018 | Vox Lux                         | Stephanie Dwyer       |              |
| 2019 | Late Night                      | Joan                  |              |
| 2019 | Depraved                        | Georgina              |              |
| 2019 | Above the Shadows               | Victoria Jederman     |              |
| 2019 | The Neighbors' Window           | Alli                  | Cortometraje |
| 2019 | William                         | Barbara Sullivan      |              |
| 2020 | The Outside Story               | Juliet                |              |
| 2022 | Funny Pages                     | Jennifer              |              |
| 2022 | El ángel de la muerte           | Lori Lucas            |              |
| 2023 | The Graduates                   | Maggie                |              |
| 2024 | My Old Ass                      | Kathy                 |              |
| 2024 | Summer's End                    | Jeanie                | Cortometraje |
| 2024 | We Strangers                    | Jean Laich            |              |
| 2024 | Christmas Eve in Miller's Point | Kathleen              |              |

### Televisión
| Año       | Título                       | Papel                   | Notas                                             |
| --------- | ---------------------------- | ----------------------- | ------------------------------------------------- |
| 2006      | Law & Order: Criminal Intent | Daphne                  | Episodio: "Cruise to Nowhere"                     |
| 2006      | Smith                        | Nancy Scialfa           | 3 episodios                                       |
| 2008      | Law & Order                  | Sugar / Melinda Whitman | Episodio: "Tango"                                 |
| 2008      | Puppy Love                   | Grace                   | Serie web                                         |
| 2008      | Fringe                       | Emily Kramer            | Episodio: "The Cure"                              |
| 2009      | A NY Thing                   | Stella                  | Película de televisión                            |
| 2011–2012 | Louie                        | Dolores                 | 3 episodios                                       |
| 2013      | The Newsroom                 | Erica                   | Episodio: "The Genoa Tip"                         |
| 2013      | The Good Wife                | Heather Sorentino       | Episodio: "The Next Day"                          |
| 2013–2019 | Orange Is the New Black      | Polly Harper            | 18 episodios                                      |
| 2015      | Elementary                   | Penny                   | Episodio: "When Your Number's Up"                 |
| 2015      | Master of None               | Amanda                  | Episodio: "Plan B"                                |
| 2016      | Horace and Pete              | Tricia                  | 3 episodios                                       |
| 2016      | The Blacklist                | Jeanne Linley           | Episodio: "Lady Ambrosia (No. 77)"                |
| 2016      | Royal Pains                  | Cindy Greene            | 2 episodios                                       |
| 2017–2019 | Por trece razones            | Mrs. Down               | 8 episodios                                       |
| 2017      | Sea Change                   | Amelia                  | Película de televisión                            |
| 2017      | Red Oaks                     | Professor Beryl Fox     | 5 episodios                                       |
| 2018      | Strangers                    | Georgie                 | Episodio: "Smash the Plate-triarchy"              |
| 2018      | The Deuce                    | Arlene Carmen           | Episodio: "Seven-Fifty"                           |
| 2019      | Bull                         | Dr. Margot Statton      | Episodio: "Parental Guidance"                     |
| 2019–2020 | Emergence                    | Emily                   | 9 episodios                                       |
| 2020      | The Undoing                  | Diane Porter            | 2 episodios                                       |
| 2021      | Prodigal Son                 | Sasha Geller            | Episodio: "The Killabustas"                       |
| 2021      | New Amsterdam                | Anne                    | Episodio: "Things Fall Apart"                     |
| 2021      | Modern Love                  | Lori                    | Episodio: "Am I...? Maybe This Quiz Will Tell Me" |
| 2022      | The First Lady               | Lucy Mercer Rutherfurd  | 3 episodios                                       |
| 2022      | La escalera                  | Lori Campbell           | Papel recurrente                                  |
| 2023      | School Spirits               | Sandra Nears            | Papel recurrente                                  |
| 2024      | Life & Beth                  | Dr. Morris              | 3 episodios                                       |
| 2024      | Agatha All Along             | Rebecca Kaplan          | Episodio: “Familiar by Thy Side”                  |
| 2024      | Before                       | Barbara                 | Próxima miniserie                                 |

### Teatro
| Año       | Título                                  | Papel              | Notas                                                    |
| --------- | --------------------------------------- | ------------------ | -------------------------------------------------------- |
| 2006      | The Wooden Breeks                       | Tricity            | MCC Theater                                              |
| 2007      | Eurydice                                | Eurydice           | Second Stage Theatre                                     |
| 2008      | The Drunken City                        | Melissa            | Playwrights Horizons                                     |
| 2009-2010 | In the Next Room (or The Vibrator Play) | Mrs. Daldry        | Lyceum Theatre                                           |
| 2011      | Cradle and All                          | Claire/Annie       | Manhattan Theatre Club                                   |
| 2012      | Uncle Vanya                             | Yelena             | Soho Repertory Theatre                                   |
| 2013      | Belleville                              | Abby               | New York Theatre Workshop                                |
| 2016      | The Layover                             | Shellie            | Second Stage Theatre                                     |
| 2017      | If I Forget                             | Sharon             | Roundabout Theatre Company                               |
| 2020      | What the Constitution Means to Me       | "Heidi"/Ella misma | Mark Taper Forum Broadway Playhouse at Water Tower Place |
| 2022      | Macbeth                                 | Lady Macduff       | Longacre Theatre                                         |